# Dronning Margrethe II
Die Dronning Margrethe II war eine 1973 in Dienst gestellte Fähre der Danske Statsbaner. Das zuletzt von Scandlines zwischen Gedser und Rostock eingesetzte Schiff blieb bis 2005 in Fahrt und wurde anschließend in Indien abgewrackt. Der Name verwies auf Königin Margrethe II.

## Geschichte
Die Dronning Margrethe II wurde im Mai 1970 in der Nakskovs Skibsværft in Nakskov bestellt und am 6. Oktober 1972 unter der Baunummer 200 auf Kiel gelegt. Der Stapellauf fand am 14. März 1973 statt. Nach der Übernahme durch die Danske Statsbaner am 6. Dezember 1973 nahm das Schiff den Fährbetrieb zwischen seinem Heimathafen Korsør und Nyborg auf.
Am 22. März 1977 brach während einer Überfahrt mit 267 Passagieren an Bord ein Brand im Maschinenraum der Dronning Margrethe II aus, der jedoch ohne größere Schäden und Verletzte verlief. Im Mai 1981 kehrte das Schiff zu seinem Erbauer nach Nakskov zurück, um dort von 132,66 auf 144,7 Meter verlängert zu werden. Dadurch erhöhte sich zudem die Tonnage und das Fassungsvermögen an Passagieren und Fahrzeugen. Im März 1982 kehrte die Dronning Margrethe II in den Fährdienst zurück.
In den folgenden Jahren wechselte das Schiff regelmäßig die Einsatzstrecke, so war es unter anderem im März 1983 kurzzeitig zwischen Warnemünde und Gedser in Fahrt. Am 14. März 1991 kollidierte die Dronning Margrethe II mit dem 1978 in Dienst gestellten RoRo-Frachter Bore Britannica, wodurch auf der Dronning Margrethe II ein Besatzungsmitglied ums Leben kam. Im Februar 1992 wurde das Schiff zudem in Nakskov von einem weiteren Brand beschädigt.

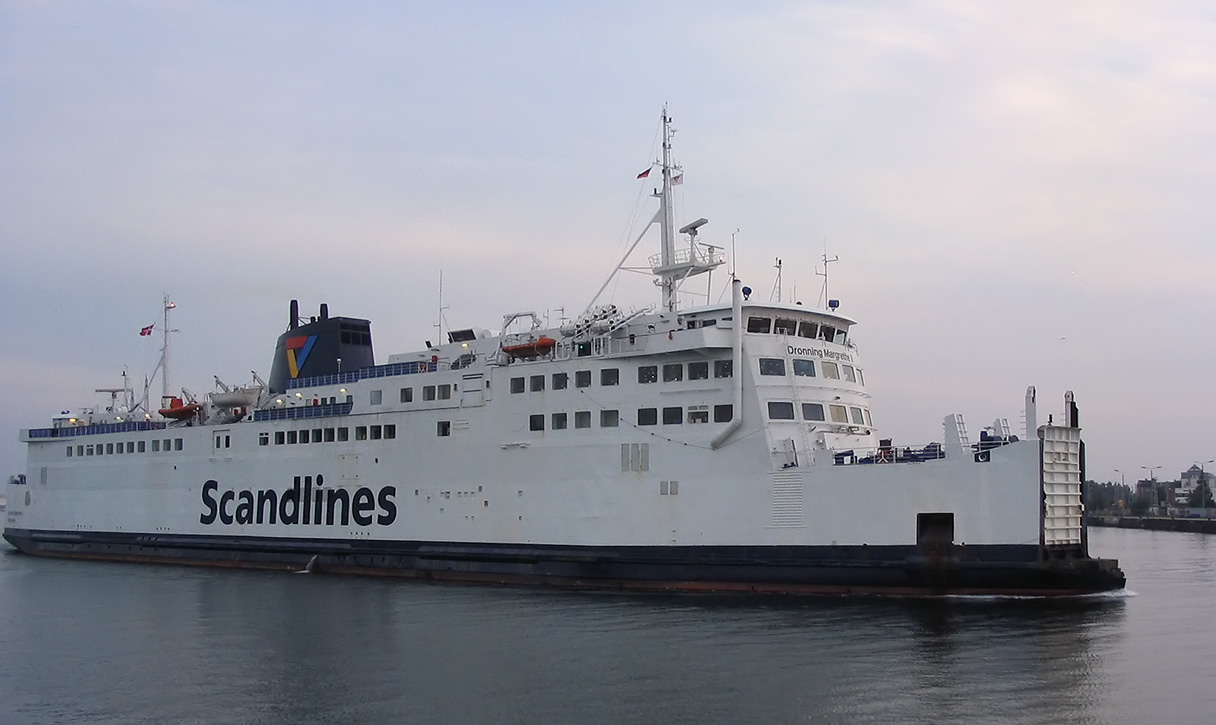
Die Dronning Margrethe II in Rostock, August 2004

Im August 1995 ging die Dronning Margrethe II in den Besitz von Scandlines über, die es ebenfalls auf wechselnden Routen einsetzten. Seit dem 1. Juni 1999 war das Schiff zwischen Gedser und Rostock in Fahrt. Am 11. März 2003 lief es vor Gedser auf eine Sandbank, kam jedoch einige Stunden später aus eigener Kraft wieder frei. Die Dronning Margrethe II blieb bis zum 31. Januar 2005 in Fahrt, ehe sie von Scandlines ausgemustert wurde.
Im Februar 2005 ging das Schiff an Marwan Shipping & Trading und war fortan unter der Flagge Nordkoreas registriert. Noch im selben Monat erhielt es den verkürzten Namen Margrethe und wurde nach Nakskov überführt. Im April ging die Margrethe an eine Abbruchwerft im indischen Alang, wo sie am 5. Mai eintraf. Wegen vertraglichen Unstimmigkeiten mit dem früheren Besitzer Scandlines (welche das Schiff zum weiteren Betrieb und nicht zum Abbruch verkauft hatten) wurde die Fähre jedoch im Juni nach Dubai überführt. Erst am 20. November traf das mittlerweile in Beauport II umbenannte Schiff zum Abbruch in Alang ein.